# كلود هوران
كلود هوران (بالإنجليزية: Claude Horan)‏ هو فنان زجاج ‏ أمريكي، ولد في 29 أكتوبر 1917، وتوفي في 11 يونيو 2014 في هاواي في الولايات المتحدة.